# 杉山一弥
杉山 一弥（すぎやま かずや、1973年 - ）は、日本中世史学者。
専門は室町時代における東日本の政治史。

## 略歴
1973年、静岡県生まれ。1996年、國學院大學文学部史学科卒業。2001年、國學院大學大学院文学研究科日本史学専攻博士後期課程単位取得満期退学。2006年3月に「室町幕府の東国政策」で博士（歴史学)。
2007年より國學院大學文学部兼任講師。静岡大学教育学部、宇都宮大学国際学部、東京学芸大学教育学部、早稲田大学文学学術院（文学部）などの非常勤講師を勤め、2023年4月より駒澤大学文学部准教授。

## 著書

### 単著・編著
- 『室町幕府の東国政策』（思文閣出版、2014年2月）
- 『図説鎌倉府: 構造・権力・合戦 』（戎光祥出版、2019年7月）
- 『室町幕府と東海の守護』（東海の中世史 3）吉川弘文館、2024年9月

### 共編
- 『戦国織豊期の社会と儀礼 』二木謙一編、吉川弘文館、2006年3月
- 『武田信長』（シリーズ・中世関東武士の研究 第2巻）黒田基樹編著、戎光祥出版、2011年1月
- 『下野宇都宮氏』（シリーズ・中世関東武士の研究 第4巻）江田郁夫編著、戎光祥出版、2011年10月
- 『足利基氏とその時代』（関東足利氏の歴史 第1巻）黒田基樹編、戎光祥出版、2013年4月
- 『足利氏満とその時代』（関東足利氏の歴史 第2巻）黒田基樹編著、戎光祥出版、2014年4月
- 『足利満兼とその時代』（関東足利氏の歴史 第3巻）黒田基樹編著、戎光祥出版、2015年3月
- 『足利持氏とその時代』（関東足利氏の歴史 第4巻）黒田基樹編著、戎光祥出版、2016年9月
- 『足利成氏とその時代』（関東足利氏の歴史 第5巻）黒田基樹編著、戎光祥出版、2018年2月
- 『室町遺文』（関東編 第1巻-第6巻) 石橋一展、植田真平、黒田基樹、駒見敬祐、杉山一弥編集、東京堂出版、2018年5月-2024年6月
- 『初期室町幕府研究の最前線 ここまでわかった南北朝期の幕府体制』（歴史新書y077）日本史史料研究会監修・亀田俊和編、洋泉社、2018年6月
- 『今川義元とその時代』（戦国大名の新研究 1）黒田基樹編著、戎光祥出版、2019年6月
- 『中世宇都宮氏 ：一族の展開と信仰・文芸』（戎光祥中世史論集 第9巻）江田郁夫編、戎光祥出版、2020年1月
- 『鎌倉府発給文書の研究』（戎光祥中世織豊期論叢 第1巻）黒田基樹編著、戎光祥出版、2020年2月
- 『中世史講義 : 戦乱篇』（ちくま新書1485) 高橋典幸編、筑摩書房、2020年4月
- 『南北朝武将列伝 北朝編』亀田俊和共編、戎光祥出版、2021年
- 『足利成氏・政氏』（シリーズ・古河公方の新研究 1）黒田基樹編著、戎光祥出版、2022年6月
- 『戦国武将列伝２ 関東編・上』黒田基樹編、戎光祥出版, 2022年12月

## 論文
- reserchmap>杉山一弥